# Chapelle de l'Épiphanie
La chapelle de l'Épiphanie, plus communément connue comme chapelle des Missions étrangères, est une chapelle du 7e arrondissement de Paris, située au 128 rue du Bac, construite en 1683 pour le Séminaire des Missions étrangères.

## Histoire

### La chapelle du Séminaire des Missions étrangères

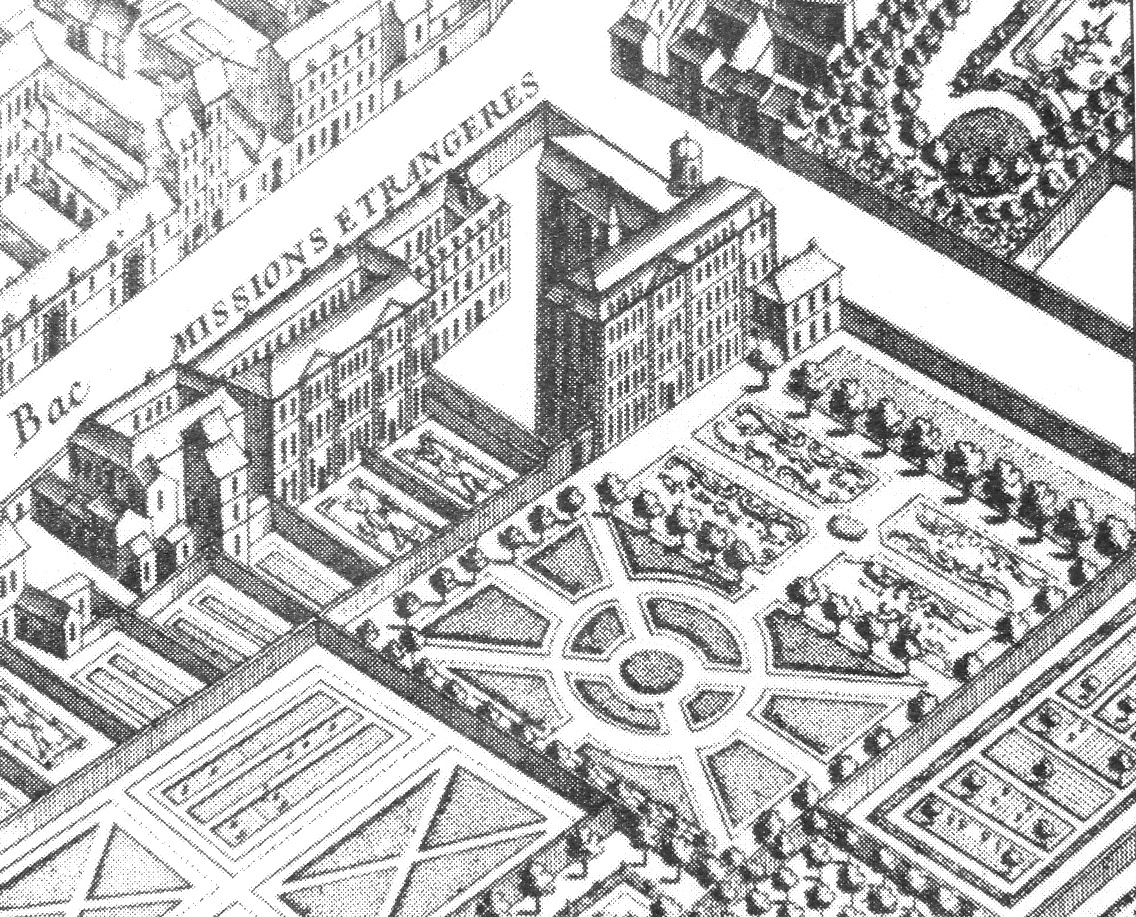
Détail de la carte de Paris par Turgot en 1739, où apparaît déjà la chapelle de l'Épiphanie et son clocher.

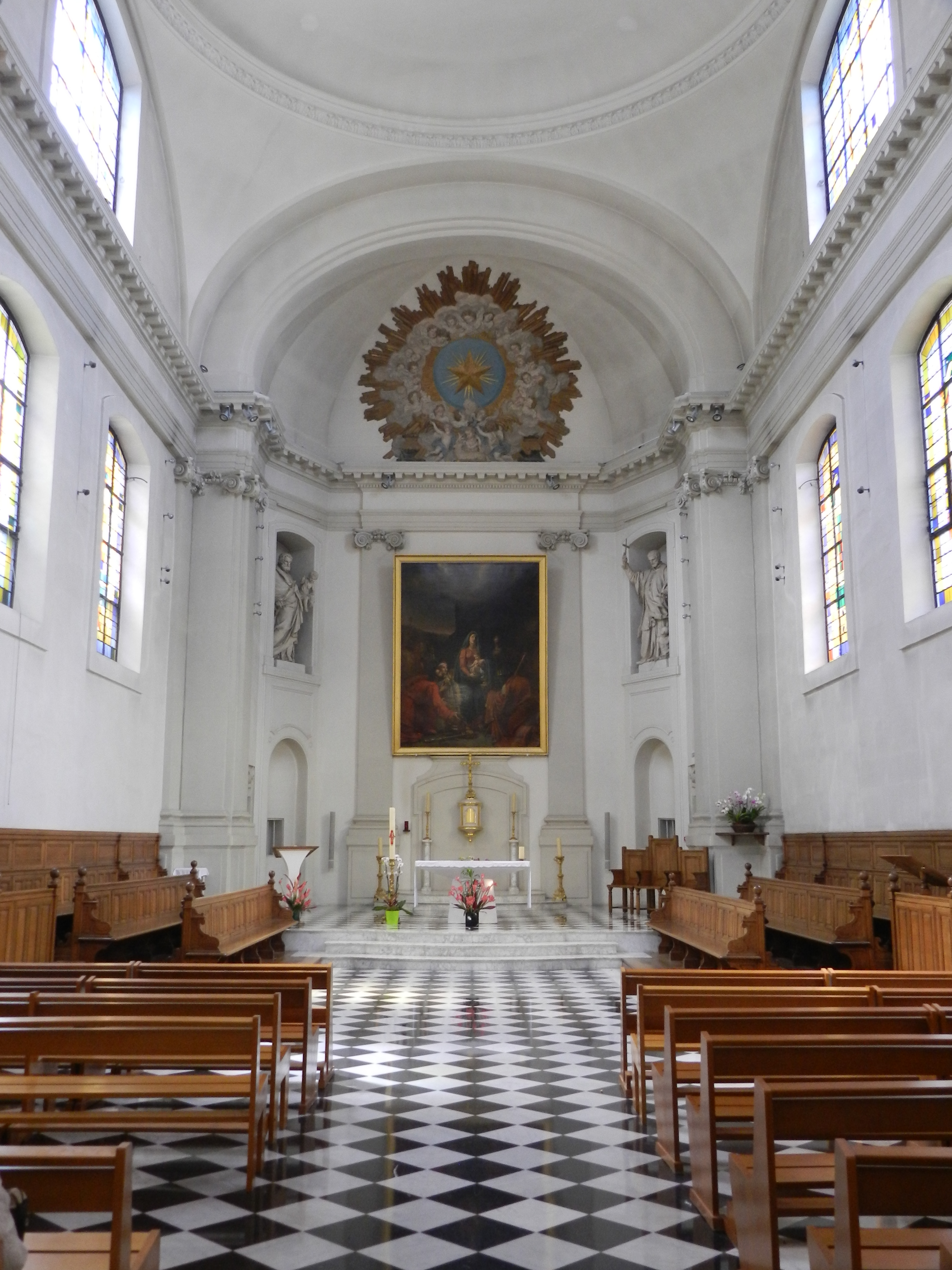
Intérieur de la chapelle.

La construction de la chapelle de la société des Missions étrangères débute en 1683 sous la direction de l’architecte Pierre Lambert, architecte du roi. Auparavant, elle occupe l’une des salles du rez-de-chaussée du bâtiment principal, béni le 27 octobre 1663 en présence de Jean Duval (dit Monsieur de Babylone), mais aussi de Bossuet qui prononce un sermon de circonstance.
Lors de la cérémonie de la pose de la première pierre le 24 avril 1683, une médaille à l’effigie de Louis XIV est placée dans les fondations marquant officiellement la bienveillance du roi envers le séminaire. Le 7 août 1683, la crypte est bénie et, sous le nom de chapelle de l’Épiphanie, première manifestation de Jésus aux Gentils, devient chapelle provisoire.
Le 6 janvier 1685, durant la fête de l'Épiphanie, Fénelon y prêche un sermon sur La Vocation des Gentils, en présence des ambassadeurs du Siam.
La construction de l'église s’achève en 1697. Tout au long du XVIIIe siècle, elle voit partir des missionnaires.

### La caserne de la garde nationale pendant la Révolution
Caserne de la garde nationale pendant la Révolution, elle est déclarée en 1798 bien national, comme tous les bâtiments du séminaire des Missions étrangères ; mise en vente, elle est discrètement rachetée par le père Thomas Bilhère.

### L'église paroissiale Saint-François-Xavier-des-Missions-étrangères
En 1802, elle ouvre à nouveau ses portes sous le nom d’église Saint-François-Xavier, église succursale de la paroisse Saint-Thomas-d’Aquin, et voit augmenter le nombre et l’importance des départs en mission. Le 27 mai 1806, la chapelle accueille les obsèques grandioses de Claude-Louis Petiet, demandées par Napoléon et auxquelles assistent le Sénat en corps et les principaux dignitaires de l'Empire. Après la cérémonie qui a lieu rue du Bac, le corps est transporté au Panthéon. Son éloge funèbre est prononcé par le mathématicien Gaspard Monge, Président du Sénat qui retrace longuement sa carrière. L'ordonnancement de la cérémonie est réglé par Joseph-François Baudelaire.
Le 8 juillet 1848, elle accueille les obsèques de l’un de ses paroissiens, François-René de Chateaubriand, en présence de Victor Hugo, Sainte-Beuve, Honoré de Balzac et presque tout l’Institut.
En 1851, Charles Gounod, organiste attitré, compose la musique du Chant pour le départ des missionnaires, puis celle du Chant pour l’anniversaire des Martyrs.
En 1874, la construction d’une nouvelle église paroissiale place du Président-Mithouard, l’église Saint-François-Xavier-des-Missions-étrangères, s’achève.

### La chapelle, sanctuaire des Martyrs
La chapelle de la rue du Bac revient à sa première destination et reprend son nom d’origine en 1874.
Elle abrite de nombreuses reliques des jeunes missionnaires morts martyrs en Asie, qui sont conservées pour la dévotion des fidèles dans la crypte et la salle des Martyrs.
Après la fermeture du couvent des Bénédictines de la rue Monsieur, nombreux sont ceux qui, comme Jacques Maritain, viennent prier les offices en chant grégorien avec la communauté des prêtres et aspirants aux Missions étrangères. Lorsqu'il est décidé en 1961 de regrouper les sections de philosophie et de théologie au Séminaire des séminaire de l’Immaculée Conception de Bièvres, ce changement brutal constitue un rude choc pour la maison de Paris qui se vide de ses beaux offices dans la chapelle.
En l'an 2000, la crypte et les sous-sols de la chapelle sont aménagés pour présenter aux visiteurs les reliques et les souvenirs des Martyrs d'Asie.

## Description

### Architecture
La chapelle de l'Épiphanie est en plan en croix latine, terminé par une abside polygonale.
Sa façade « à la romaine » est divisée de deux ordres superposés à pilastres et couronnée d'un fronton triangulaire. On y accède par un grand escalier rampe-sur-rampe. Au premier niveau se trouve une porte rectangulaire avec des pilastres ioniques et des niches, et au second niveau, une baie en plein-cintre parées de pilastres corinthiens.
L'ensemble de la chapelle est couverte d'une charpente lambrissée.

### Œuvres d'art
La chapelle est ornée de quatre tableaux.
L’Adoration des Mages est le tableau d'autel d'Auguste Couder. Il remplace un grand tableau de Charles André van Loo, présenté au Salon de peinture de 1739, et enlevé pendant la Révolution française et qui est maintenant conservé à l'église Notre-Dame-de-l'Assomption de Paris.
Le Départ des Missionnaires, 1868, huile sur toile de Charles-Louis de Frédy de Coubertin, exposé et primé à l'Exposition universelle de 1900 à Paris, reconstitue avec plus d'émotion que de précision l’événement de cette messe d'envoi du 15 juillet 1864, qui avait précédé de deux ans l'annonce du martyre des quatre jeunes partants et qui sont représentés sur le tableau, notamment Just de Bretenières, Louis Beaulieu, Henri Dorie et Martin Luc Huin. Aux futurs martyrs de Corée, aux foules intriguées, aux fidèles et aux familles en pleurs, au zouave pontifical et au vieux vicaire apostolique du Tibet, Mgr Thomine Desmazures, bréviaire à la main, s’ajoutent deux figures de l’ombre. À la présence de ces vivants, parmi lesquels on reconnait le vieux Charles Gounod, organiste titulaire, ainsi que le petit enfant, Pierre de Coubertin, futur rénovateur des Jeux olympiques, s'ajoute celle, en arrière-plan, d'autres personnages. Il y a cet homme barbu habillé en bleu dont les traits font penser à un ami du peintre, Frédéric Ozanam, et un homme en blanc, vêtu d’une chape noire, un dominicain, peut-être une évocation d"Henri Lacordaire.
Deux autres tableaux de l'école italienne ont été installés dans le chœur plus récemment.

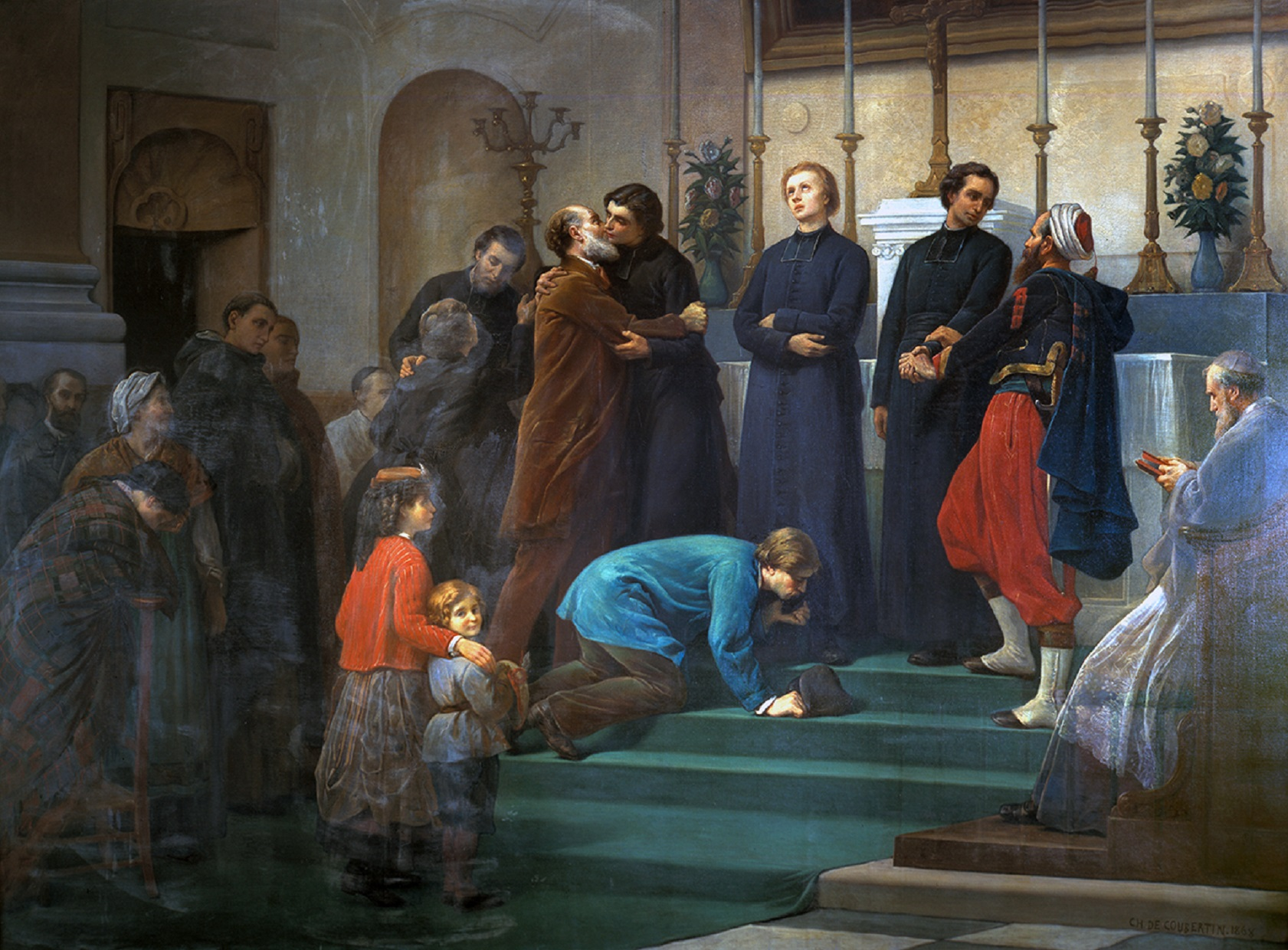
Charles-Louis de Frédy de Coubertin, Le Départ des Missionnaires (1868), huile sur toile.
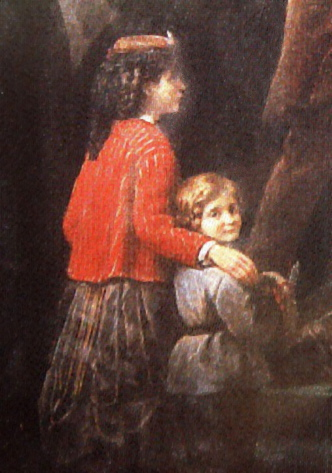
Détail du tableau où figurent Pierre de Coubertin et sa sœur.
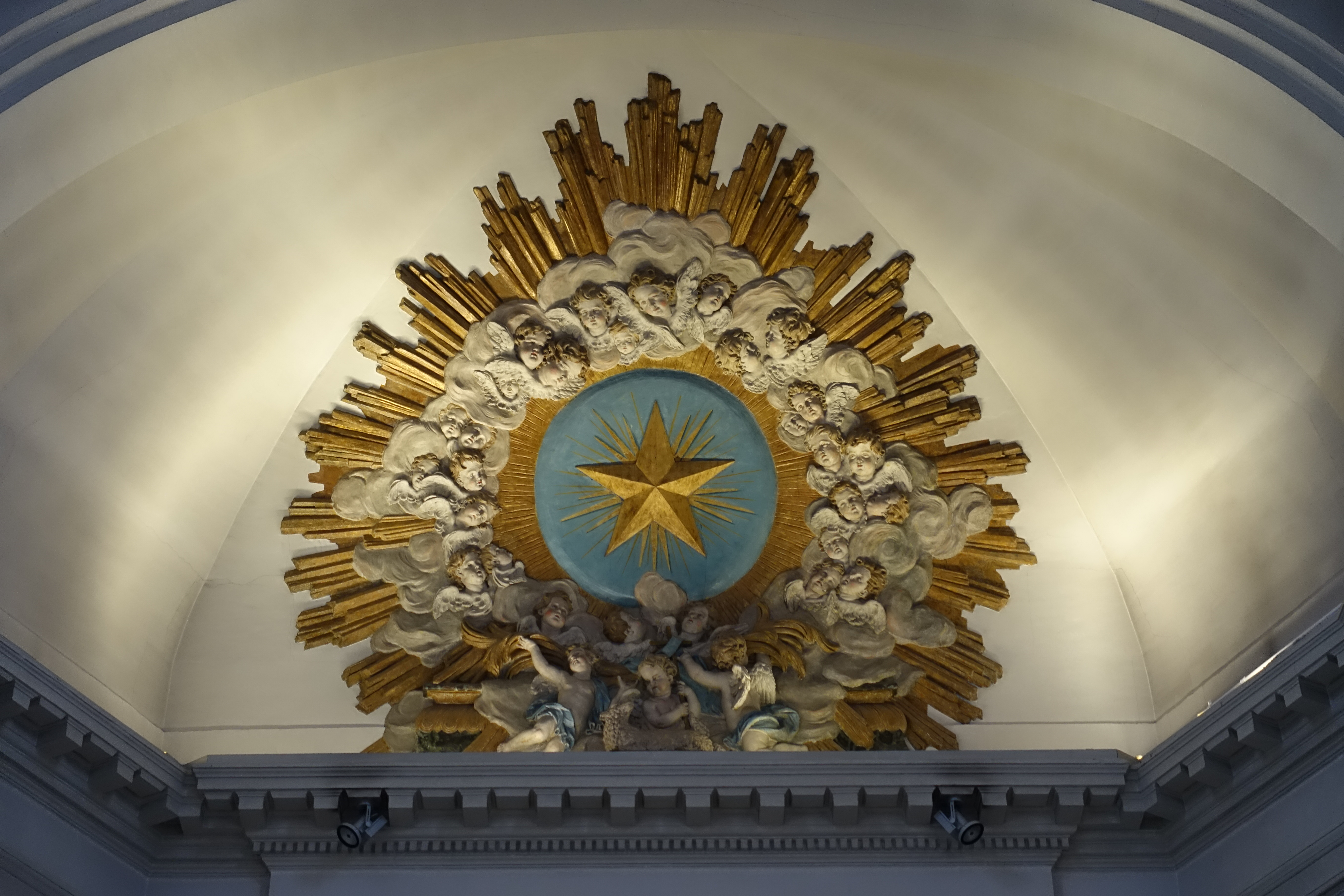
L'étoile des mages.
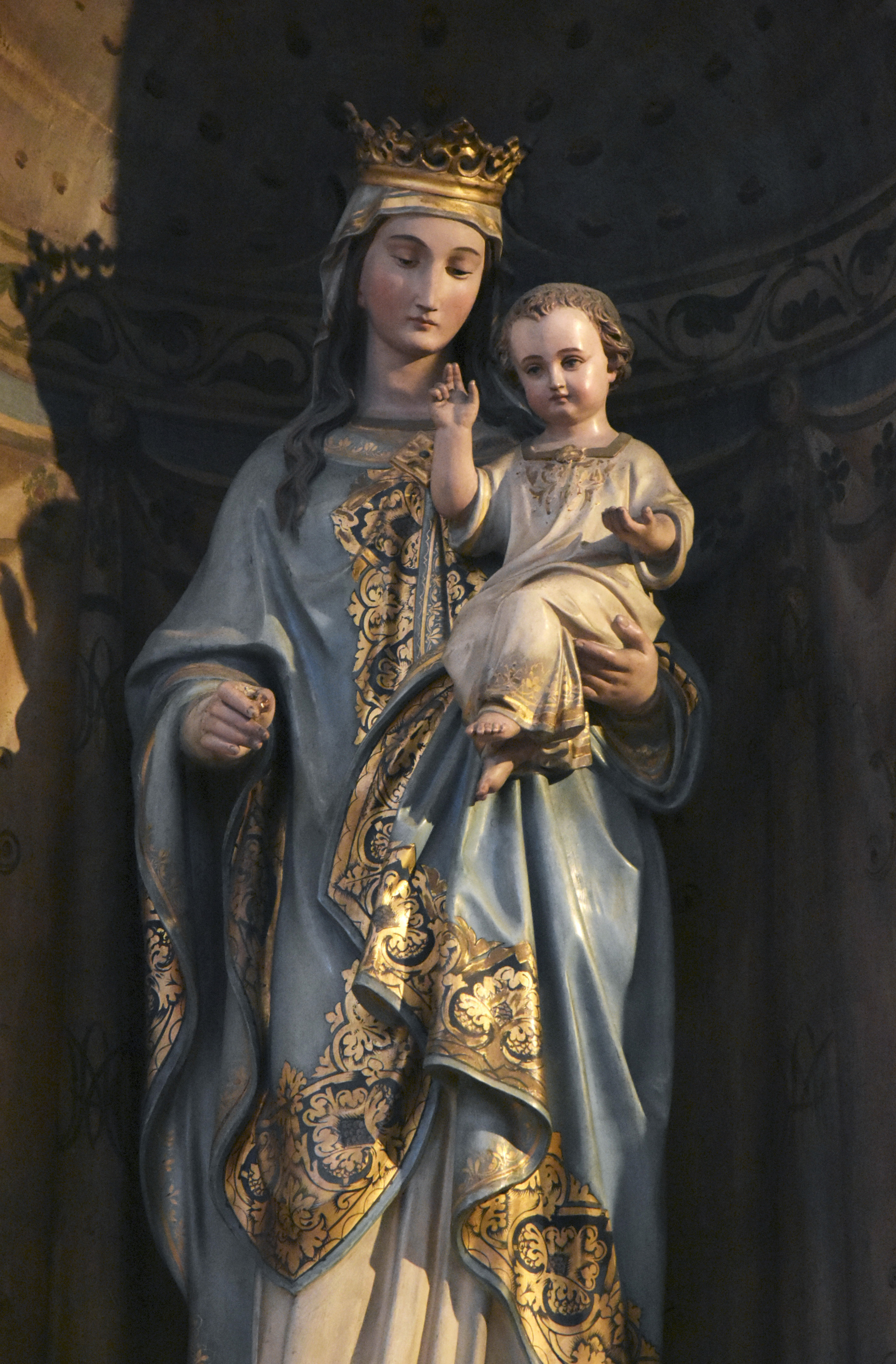
Statue de Vierge à l'Enfant.

## Sanctuaire
La chapelle de l'Épiphanie est toujours la chapelle titulaire des Missions étrangères de Paris. Par sa proximité avec la chapelle de la Médaille miraculeuse, la chapelle de l'Épiphanie attire de nombreux pèlerins.
Les offices y sont célébrés quotidiennement. Le Chœur grégorien de Paris, fondé en 1974, chante la messe en chant grégorien tous les dimanches à la crypte.
La chapelle accueille régulièrement la traditionnelle cérémonie du Départ, qui finit à l'oratoire dans le jardin des Missions étrangères, avant le départ définitif des missionnaires vers leur pays de mission.